# سه تا بزن‌بهادر
سه تا بزن بهادر فیلمی به کارگردانی و نویسندگی حسین مدنی محصول سال ۱۳۴۴ است.

## داستان
سه جوان تصمیم دارند قطعه زمینی خریداری کرده و جهت کودکان بی‌سرپرست پرورشگاه ایجاد کنند...

## بازیگران
- منصور سپهرنیا
- محمد متوسلانی
- گرشا رئوفی
- مریم صفا
- سارا
- فریدون نریمان
- داریوش اسدزاده
- عزت اله وثوق
- صمد صباحی
- الهیاری
- تبریزی
- فروزانفر
- باقری
- پروانه
- جهانگیر جهانگیری
- مستانی
- روزا
- دیانا
- آزیتا لاچینی